# Криворожский авиационный колледж

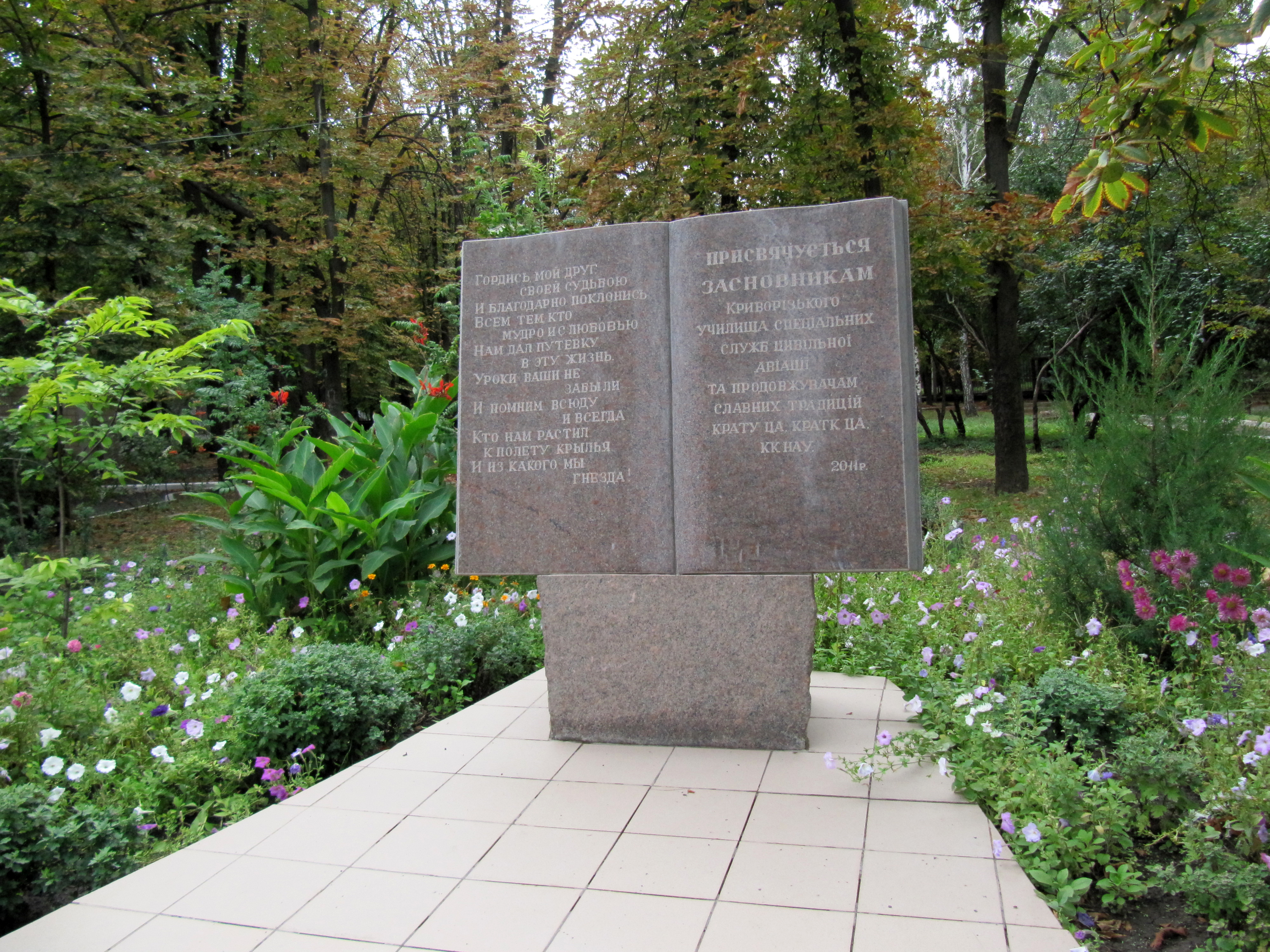
Памятный знак основания колледжа в Кривом Роге

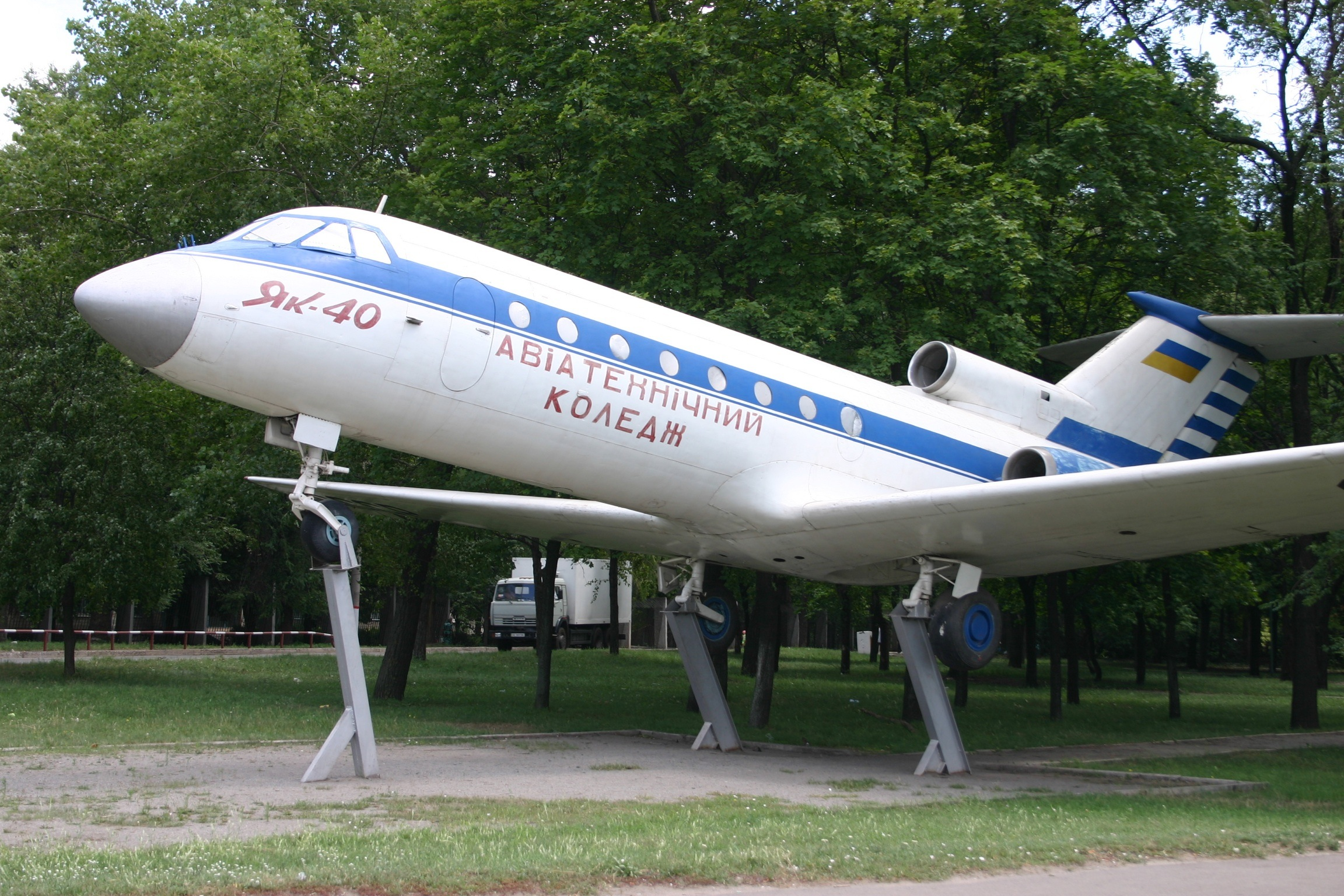
Як-40 возле колледжа

Криворо́жский авиацио́нный ко́лледж (укр. Криворізький авіаційний коледж) — авиационно-техническое учебное заведение среднего профессионального образования гражданской авиации в городе Кривой Рог. Структурное подразделение Национального авиационного университета, преемник советского Криворожского авиационного училища спецслужб гражданского воздушного флота (КРАУСС ГВФ) и затем Криворожского авиационного технического училища гражданской авиации (КРАТУГА).

## История
Учебное заведение основано 12 июня 1951 года на основании постановления Совета Министров СССР № 99-40с от 11 января 1951 года и приказа № 0202 начальника Главного управления гражданского воздушного флота «О создании Криворожского авиационного училища спецслужб гражданского воздушного флота (КРАУСС ГВФ) на базе Криворожского лётного училища ГВФ и перебазированной Арзамасской школы авиационных радистов ГВФ».
1 сентября 1951 года состоялся первый набор 122 курсантов по двум специальностям — техническая эксплуатация электро-, свето-, радиооборудования самолётов и техническая эксплуатация авиационных приборов самолётов.
С 1 октября 1952 года организованы курсы по усовершенствованию инженерного состава «Аэрофлота».
В 1958 году набор курсантов был увеличен до 150 человек.
10 января 1960 года в училище началась переподготовка авиационных специалистов из стран народной демократии — первыми стали специалисты из НРБ и ГДР.
В 1961 году набор курсантов был увеличен до 320 человек, в 1964 году — до 500 человек.
16 августа 1974 года приказом министра гражданской авиации СССР № 165 Криворожское авиационное училище спецслужб гражданской авиации переименовано в Криворожское авиационное техническое училище гражданской авиации (КРАТУГА).
21 апреля 1975 года ко Дню Победы был открыт Музей истории гражданской авиации и трудовой славы училища.
22 января 1991 года приказом Министерства гражданской авиации СССР № 18 Криворожскому авиационно-техническому училищу гражданской авиации присвоен статус колледжа.
28 ноября 1991 года приказом Министерства высшего образования Украины № 231 на основании постановления Кабинета министров Украины № 227 от 24 сентября 1991 года колледж принят в систему Министерства образования Украины.
В 1993 году вошёл в состав учебно-научного комплекса Харьковского авиационного института.
1 декабря 2006 года согласно приказу Министерства образования и науки Украины № 799 и частью 3 статьи 37 закона Украины «О государственной регистрации юридических лиц и физических лиц-предпринимателей» и в связи с государственной регистрацией 29 августа 2007 года Криворожский колледж Национального авиационного университета «КРАУСС» реорганизован в Криворожский колледж Национального авиационного университета.
6 июля 2012 года решением Государственной аккредитационной комиссии Криворожскому колледжу Национального авиационного университета выдана лицензия на право осуществления образовательной деятельности I—II уровня аккредитации на дневной и заочной формах обучения.
14 августа 2012 года выдана лицензия Министерства образования и науки, молодёжи и спорта Украины Национальному авиационному университету для Криворожского колледжа.

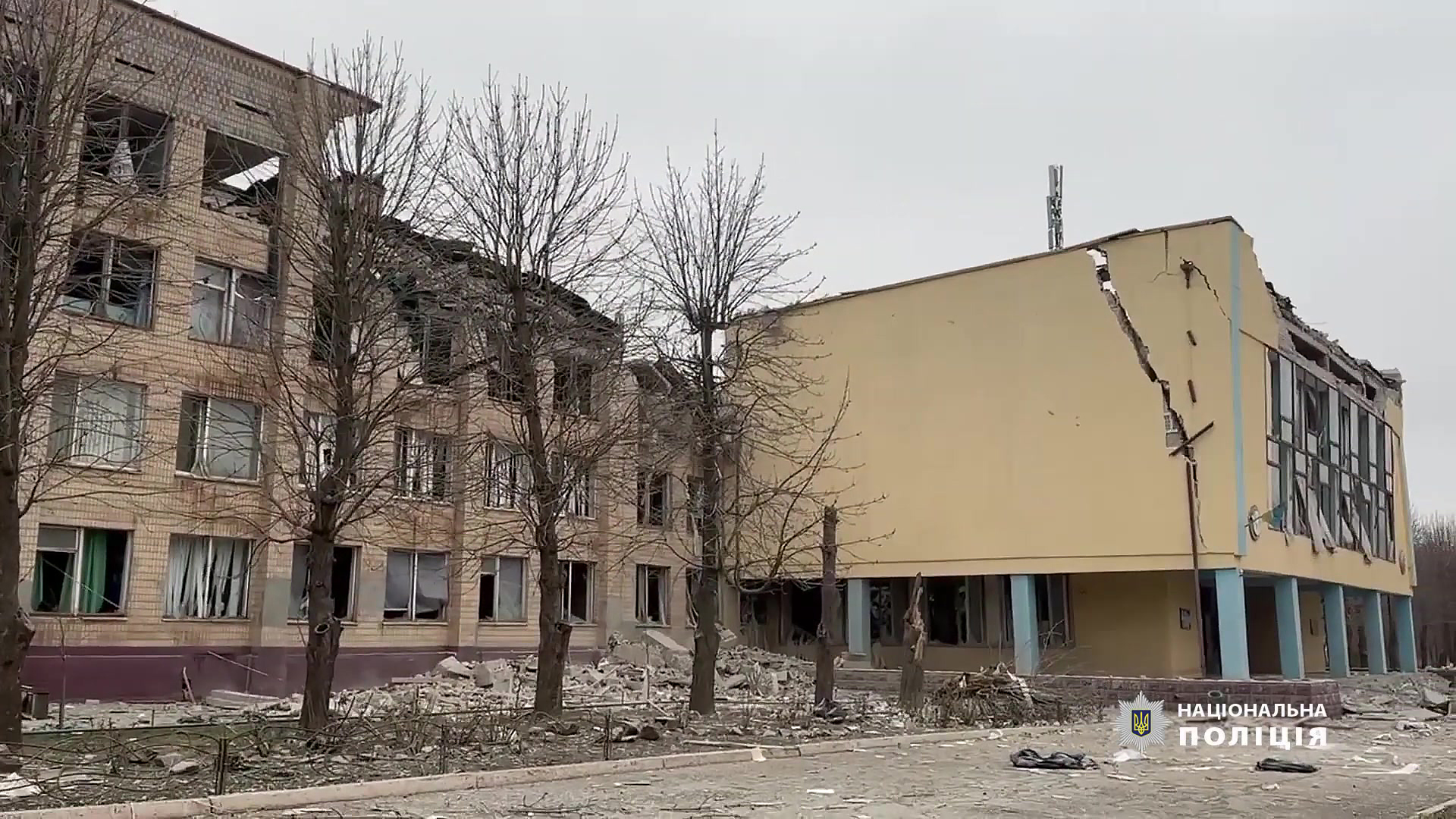
Колледж после ракетного удара

17 января 2025 года во время российского вторжения ракетным ударом ВС РФ были повреждены  корпус колледжа и окружающие жилые дома. В результате атаки погибли 4 человека, еще 14 получили ранения.

## Характеристика
Колледж расположен в историческом районе Смычка города Кривой Рог.

### Материальная база
В 1960 году построен 4-этажный учебный корпус училища, в 1961 году — лабораторный корпус и столовая, в 1964 году открыт зимний клуб на 570 мест, в 1966 году — молодёжный зал отдыха, в 1967 году — 5-этажное общежитие для курсантов и амбулатория.
В 1967—1968 годах был построен лабораторный корпус на учебной авиационно-технической базе, которая пополнилась самолётами Ил-12, Ил-14, Ан-2, Ту-104, Ил-18, Ан-10, Ан-24 и вертолётами Ми-4, Ми-8.
В 1970—1980 годах учебная авиационно-техническая база пополнилась новыми самолётами Як-40, Ан-24, Ту-134, Ту-114, Ан-12 и вертолётами различных модификаций. Количество курсантов увеличилось до 600 человек.
В начале 1980-х годов учебные и производственные площади училища практически удвоились — построен учебный корпус на 1200 мест, 2 общежития на 800 мест, корпус учебной авиационной технической базы, 2 жилых дома на 130 квартир, детский сад, спортивный зал. Приобретены новые самолёты Ту-154, Як-42, Ту-134 и компьютерная техника.

### Руководители
- Овсиенко Николай Андреевич (1951—1955);
- Савченков Степан Максимович (1955—1972);
- Голяк Анатолий Николаевич (1972—1979);
- Шачков Вадим Алексеевич (1979—1999);
- Андрусевич Анатолий Александрович (декабрь 1999 — н. в.)[5].

## Галерея

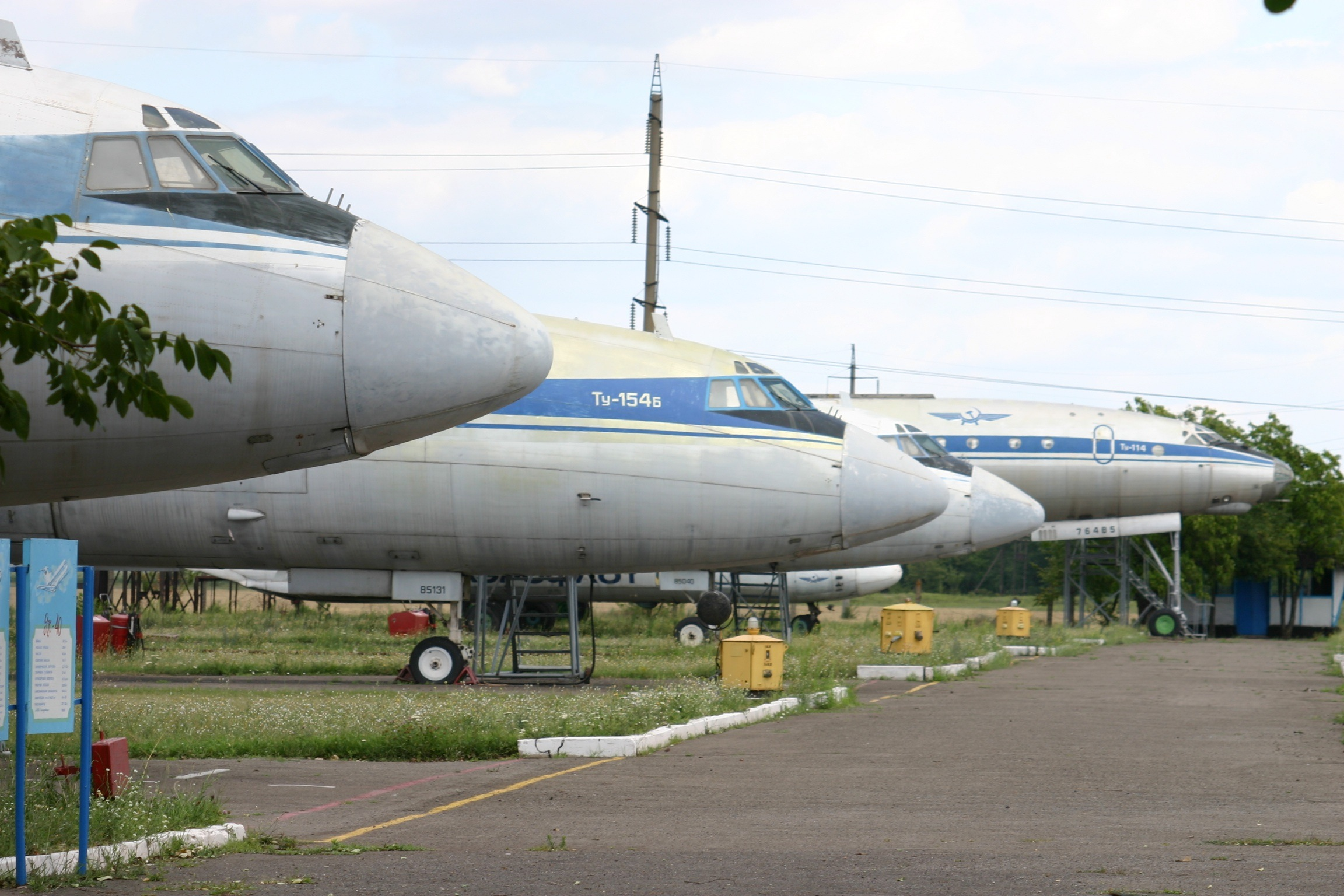
Экспозиция самолетов
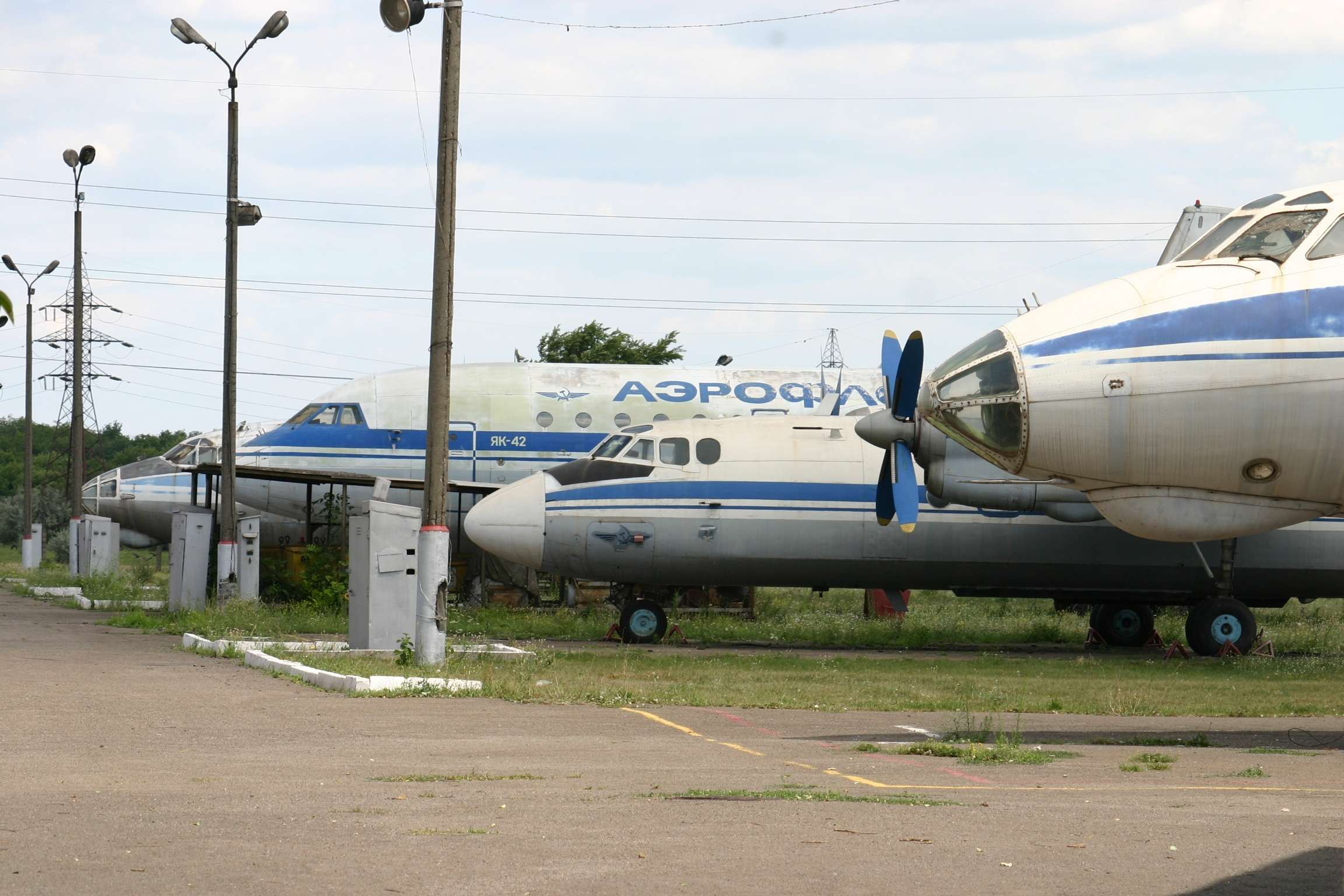
Экспозиция самолетов
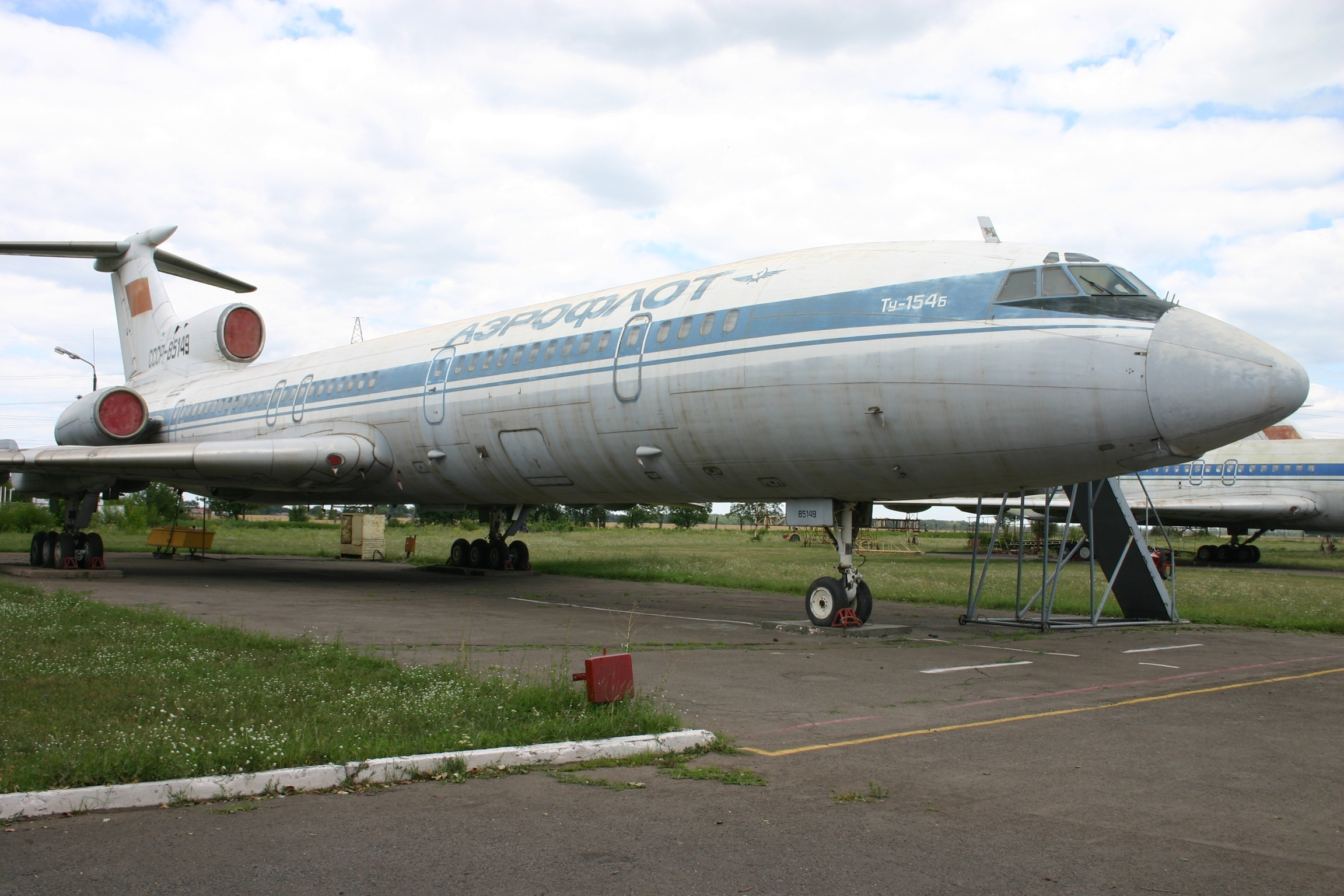
Ту-154
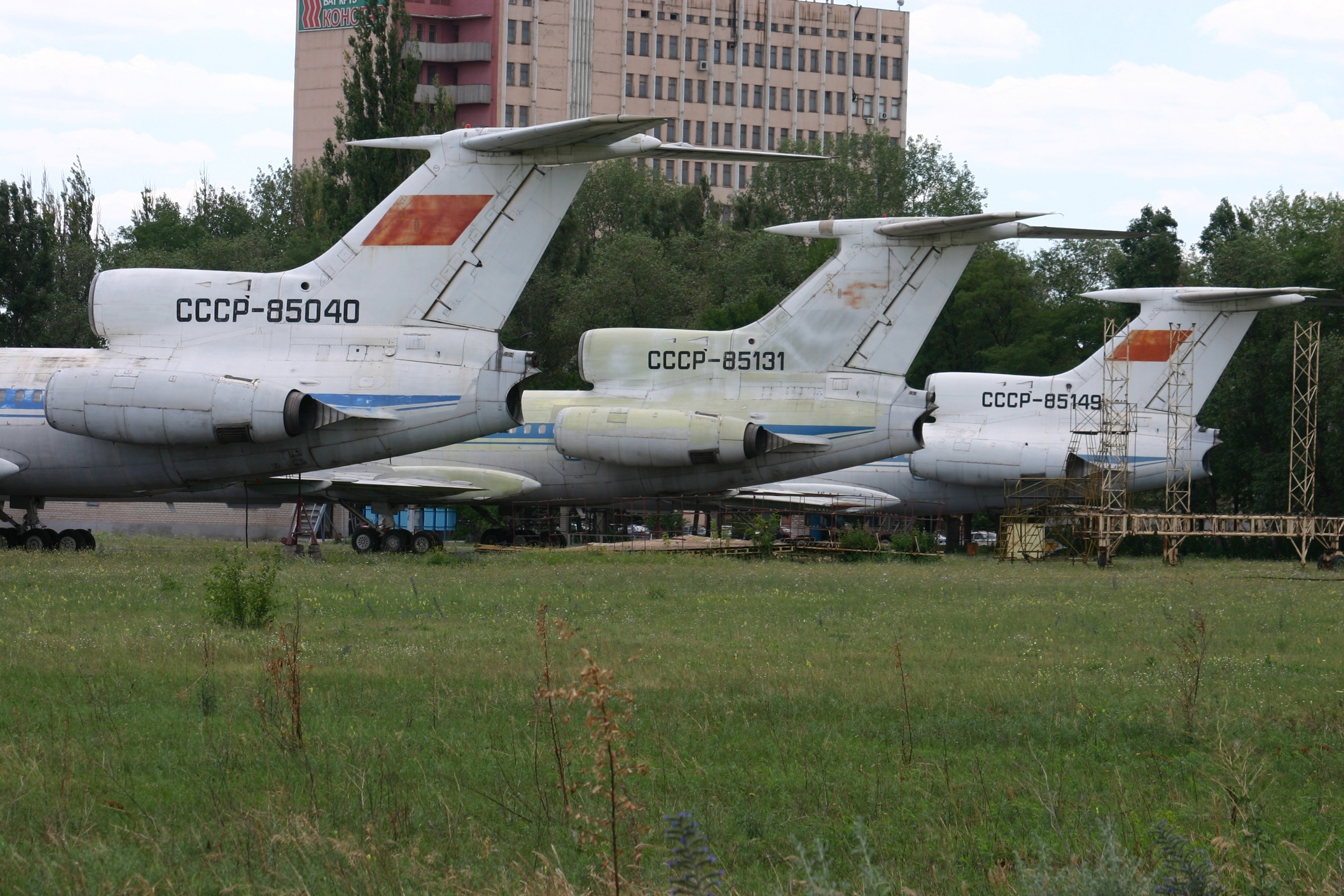
Ту-154
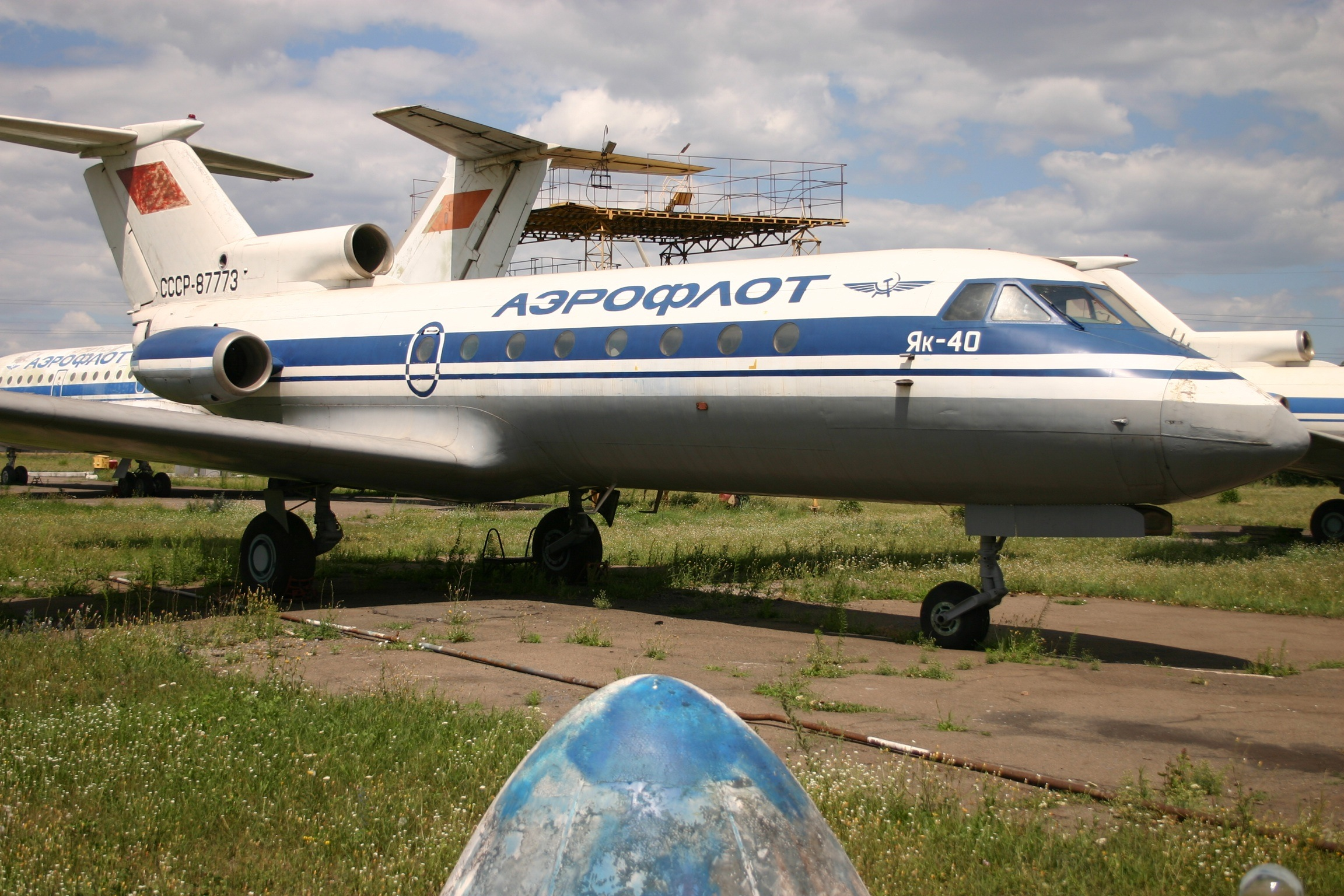
Як-40
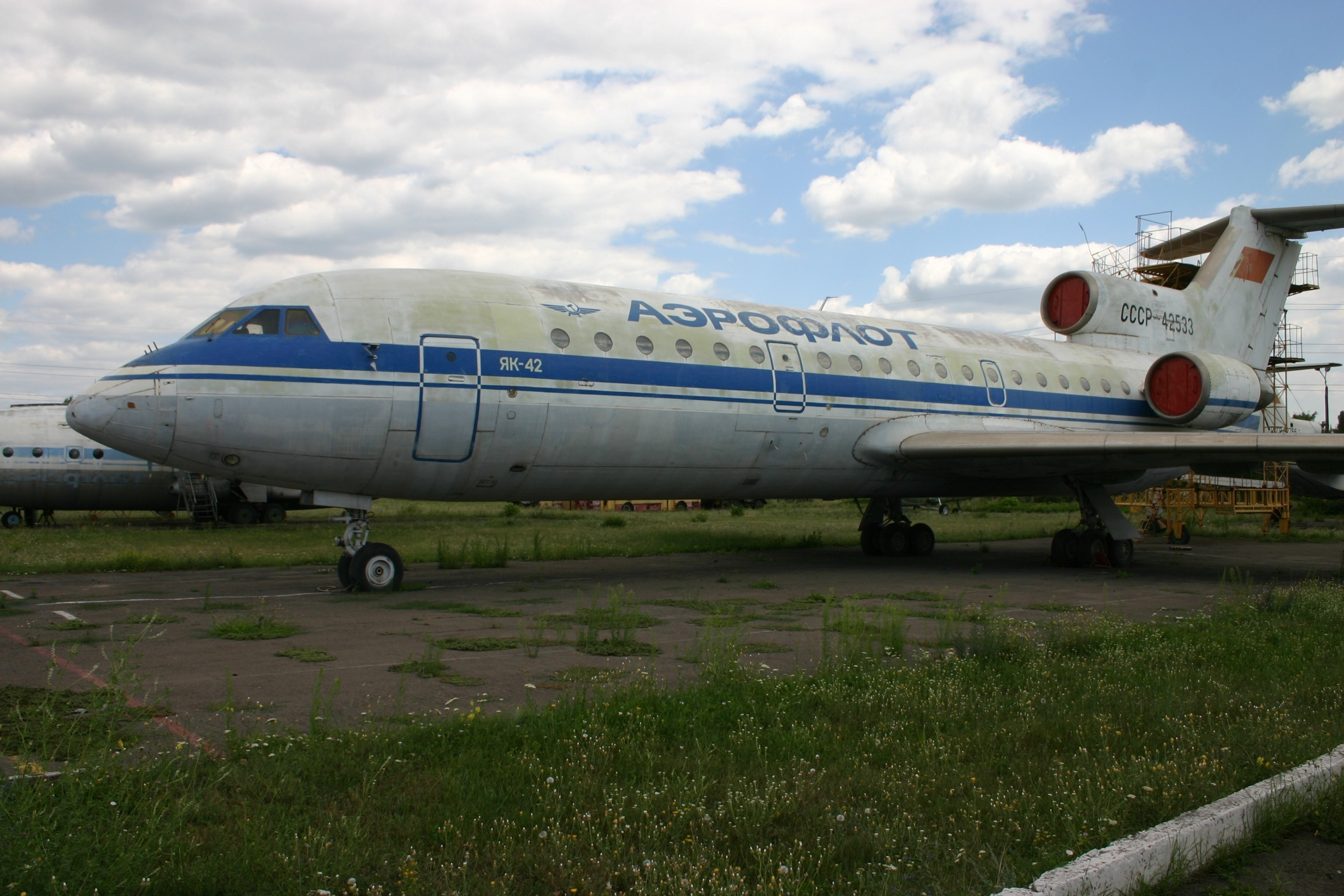
Як-42
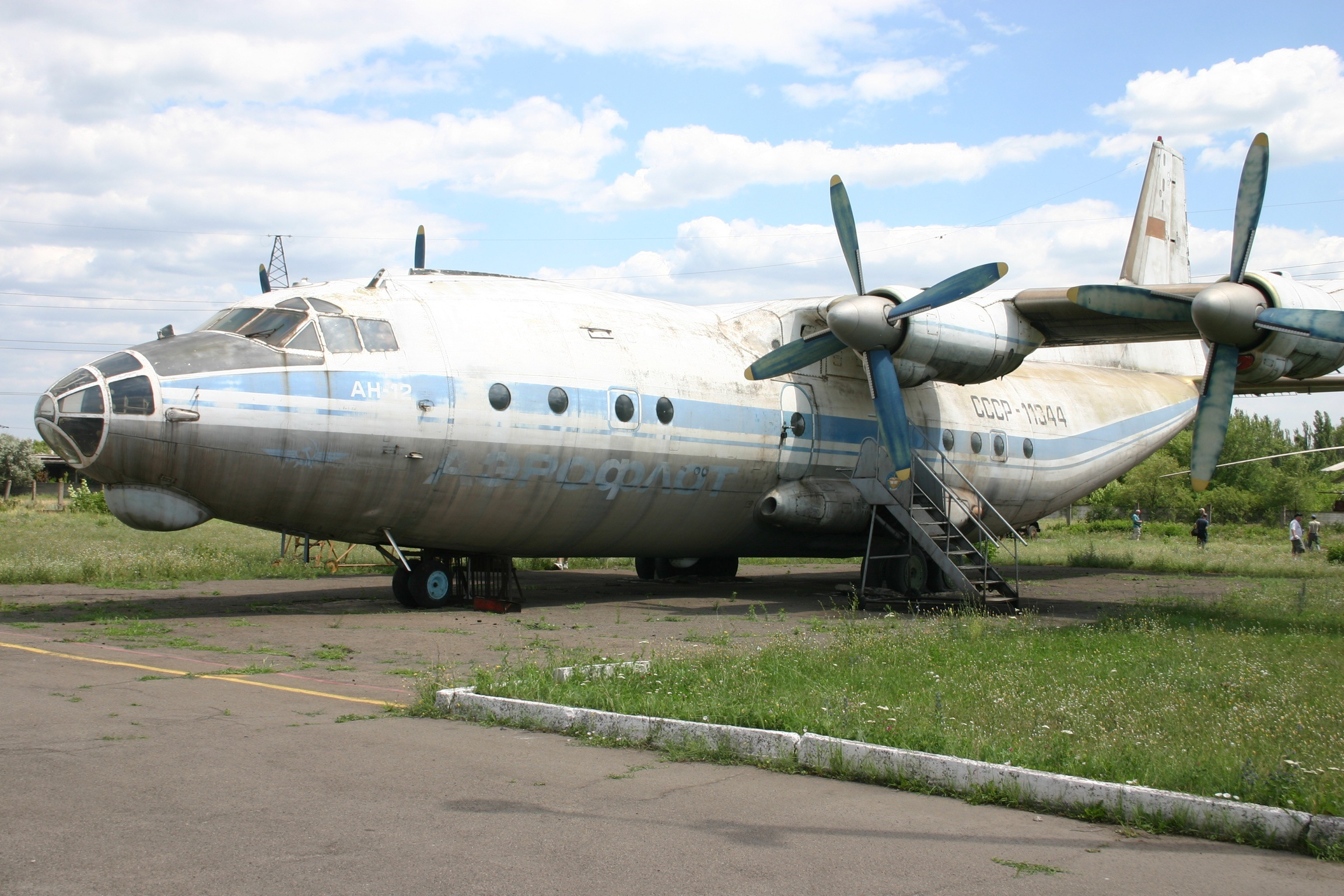
Ан-12
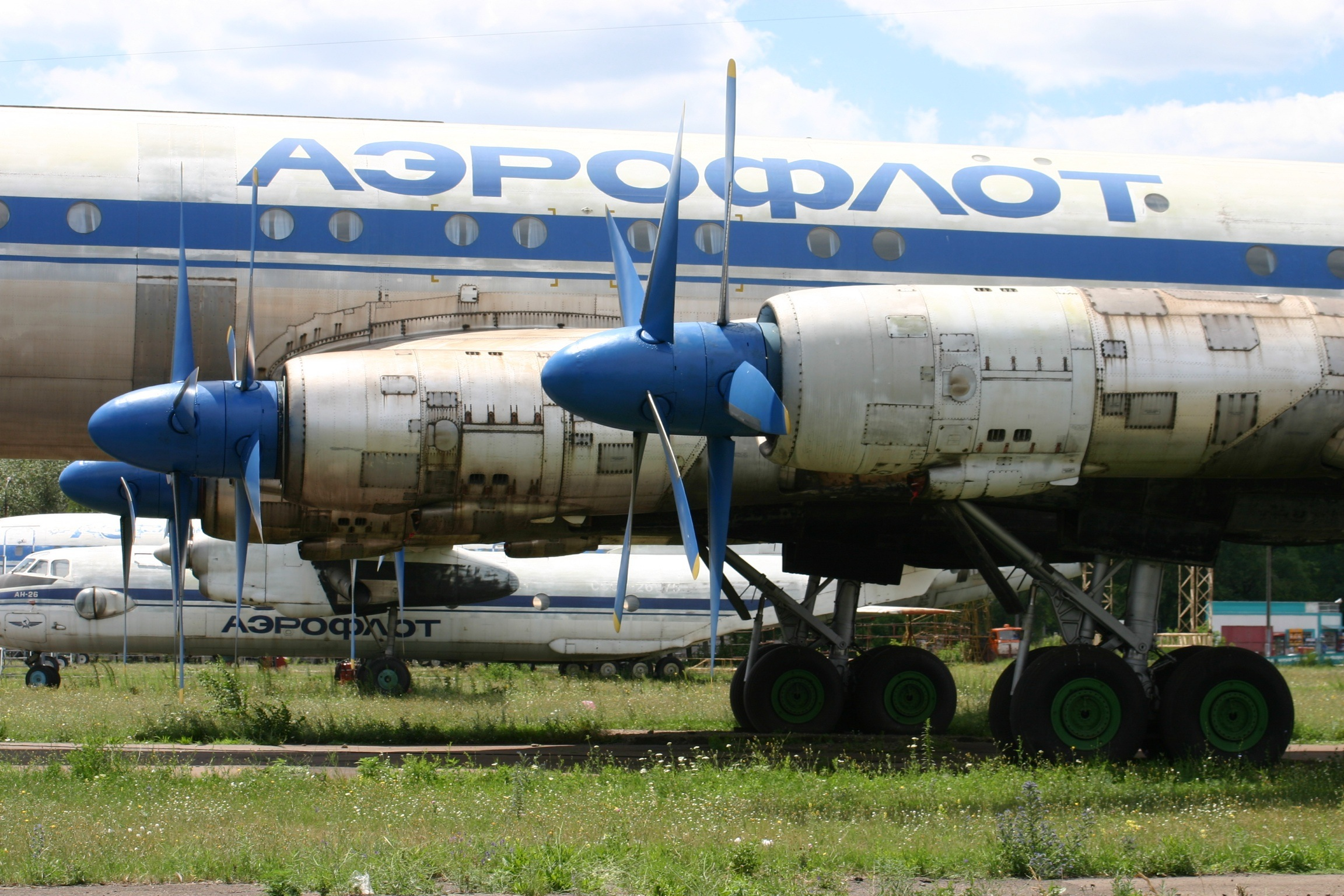
Ту-114
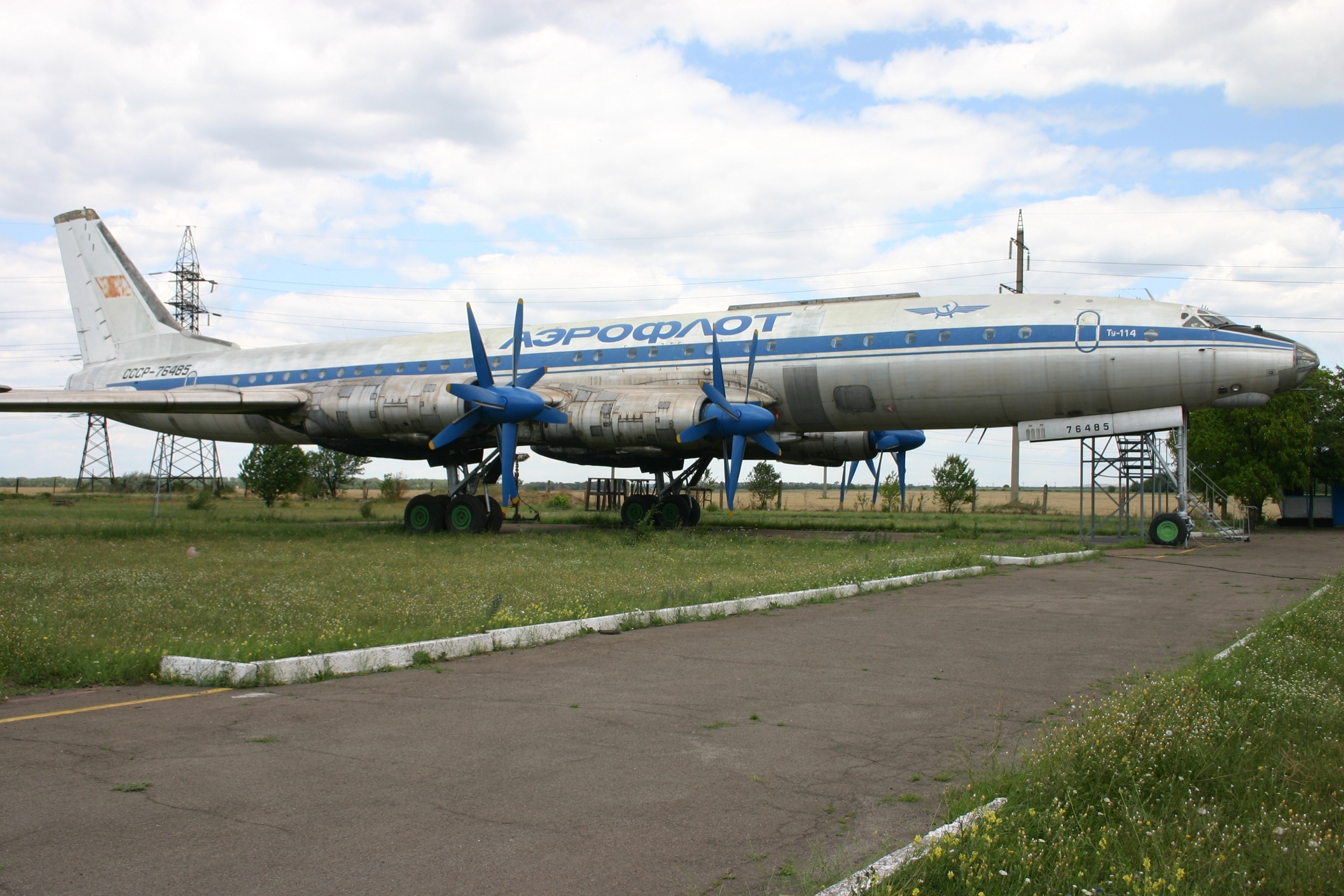
Ту-114
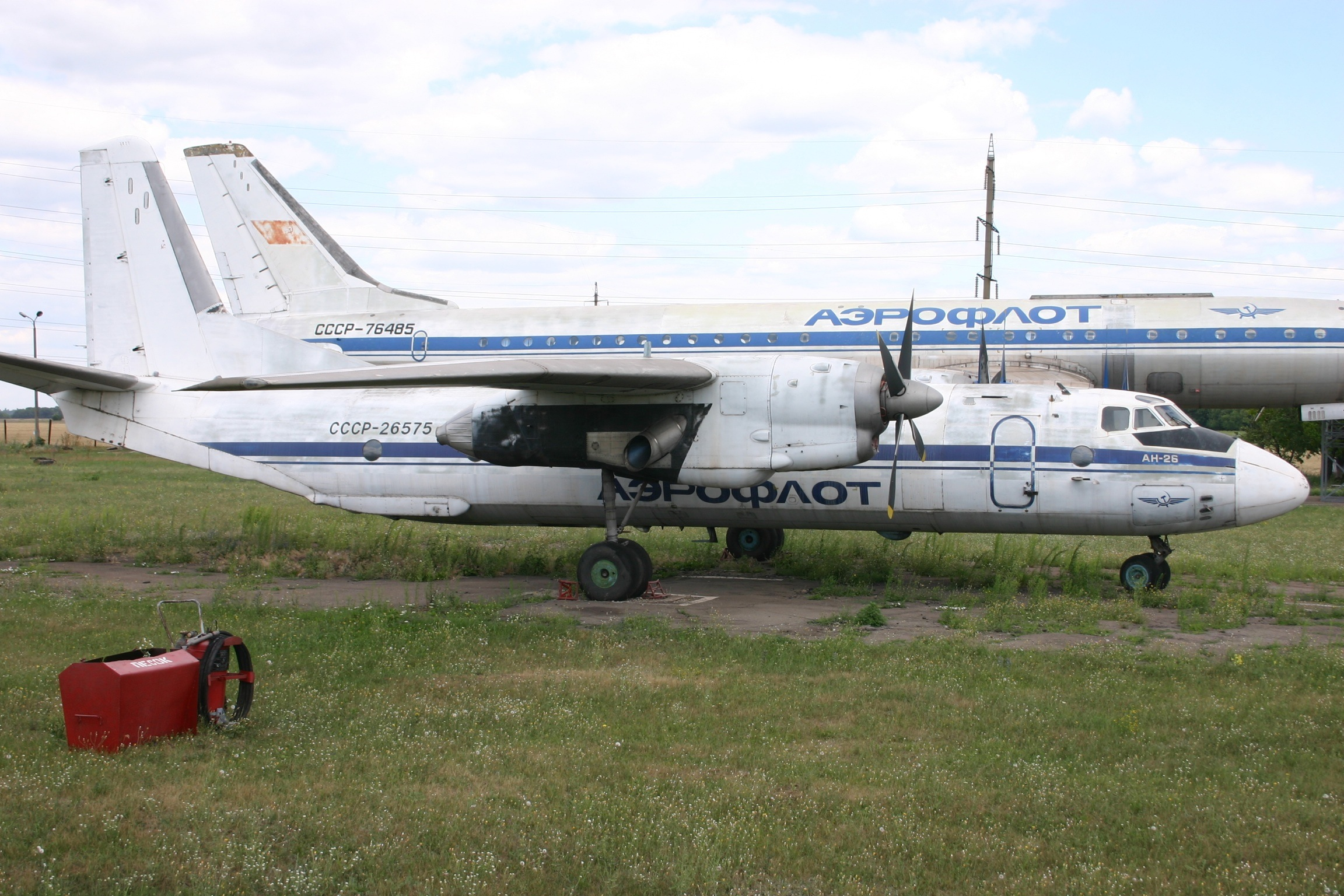
Ан-26